# Co mám na tobě ráda
Co mám na tobě ráda (v anglickém originálu What I Like About You) je americký televizní seriál, který vysílala televizní stanice The WB od 20. září 2002 do 24. března 2006. Seriál se odehrává v New Yorku a sleduje život dvou sester, Valerie Tayler (Jennie Garth) a Holly Tyler (Amanda Bynes). Celkem bylo natočeno 86 epizod rozdělených do 4 sérií. V České republice seriál vysílala TV Nova.

## Postavy
Hlavními postavami jsou Holly (Amanda Bynes), hlučná a narcisistní teenagerka, a Valerie (zvaná Val) (Jennie Garth), nervózní, pořádkem a úkoly posedlá starší sestra Holly. Další hlavní postavou je Hollyin nejlepší kamarád Gary (Wesley Jonathan) a Valeriina pracovní konkurentka Lauren (Leslie Grossman), která se postupem času stane Valinou nejlepší kamarádkou.
Na začátku seriálu se objevuje Jeff, Valeriin přítel, který odchází po konci první série. Henry se objevuje v první a druhé sérii jako Hollyin první přítel, na začátku třetí série seriál opouští a objevuje se již jen jako host v několika dalších epizodách. Od druhé epizody se objevují noví Hollyini přátelé Vince (Nick Zano) a Tina (Allison Munn). Další postavu je Ben (David de Laoutour), mladý britský hudebník a druhý Hollyin přítel, se kterým se seznamuje na stáži v Paříži. Vic, v první sérii uvedený jako šéf Val a Lauren, se objevuje ve čtvrté sérii jako Valeriin manžel.

## Obsah
Když je Hollyin a Valeriin otec povýšen a musí se přestěhovat do Japonska, rozhodne se šestnáctiletá Holly zůstat v Americe a bydlet u své starší sestry Val v New Yorku. Valerie přítomnost své sestry vítá, avšak jejich opačné povahy (pořádkumilovná Valerie vs. nepředvídatelná Holly) jsou zdrojem mnoha konfliktů a nepředvídaných situací, které obě sestry nečekaly a musí je řešit. První série je zaměřená na obě sestry a jejich snahu se sžít. U dalších sérií je pozornost zaměřena kromě hlavních hrdinek i na jejich přátele a jejich vzájemné vztahy. Rozvíjí se milostný trojúhelník mezi Henrym, Holly a Vincem. Zatímco Holly si není jistá s kým by byla šťastná, její sestra Val vidí ve Vincovi jen to špatné a myslí si, že Holly by s ním nebyla šťastná a nakonec by skončila se zlomeným srdcem. Holly odjíždí na stáž do Paříže, během které se má rozhodnout, jestli si vybere nakonec Vince nebo Henryho. Po návratu z Paříže se ale oba "nápadníci" nestačí divit, protože Holly si z Evropy přivezla nového přítele, britského hudebníka, Bena. Silné city mezi Holly a Vincem ovšem dále trvají a jsou zdrojem různých více či méně komických situací po zbytek seriálu.
Stejně jako Holly i Valerie je romanticky založená postava. Po rozchodu s Jeffem v první sérii pro rozdílné názory na manželství se Val setkává s bývalým přítelem ze střední školy Rickem, který je ovšem zasnoubený s Julií. Staré city mezi Rickem a Valerií se obnoví a Rick zruší zasnoubení s Julií a požádá o ruku Valerii. Těsně před svatbou Holly zjistí, že vztahy Ricka a Julie stále trvají a vše řekne své sestře a ze svatby sejde. V den svatby Ricka a Julie se Valerie ze žalu opije a vydá se bavit do Atlantic City, kde si v opilosti vezme svého bývalého šéfa Vica. Celá čtvrtá série je věnovaná snaze Valerie o anulaci sňatku s Vicem, jejich vztahu a nové svatbě poté, co zjistí, že oddávající v Atlantic City neměl příslušnou licenci a že se oba vlastně milují.
Během seriálu Valerie pracuje jako v PR firmě, kde je jejím šéfem Vic a konkurentkou na povýšení Lauren. Později, po změně šéfa firmy (Vic odchází pracovat jako hasič) se Valerie rozhodne odejít a založit si vlastní PR firmu s Lauren. Po neúspěchu tohoto podnikání Valerie kupuje pekařství a začíná podnikat v úplně jiném oboru opět společně s Lauren a Garym jako pomocníkem. Holly během seriálu končí střední školu, jde na vysokou, kde zjišťuje že to není nic pro ni, ke zděšení Valerie vysokou školu opouští a po vystřídání různých pracovních míst se uchytí jako manažerka hudebních talentů u hudební společnosti.